# Annonce (Roulette)
Als Annonce werden beim Roulette mündliche Weisungen des Spielers an den Croupier bezeichnet.

## Praxis
Generell werden in Spielbanken alle nicht vom Spieler selbst getätigte Platzierungen von Spielmarken am Roulettetisch als Annonce betrachtet. Annoncen können je nach Spielstrategie eines Spielers die entscheidende Rahmenbedingung sein, weshalb sich ein Spieler für oder gegen einen Spielbetreiber entscheidet. Kann zum Beispiel an einem von mehreren Personen bespielten Tisch ein Spieler seine gewünschten Einsätze aus Platzgründen nicht tätigen, so kann er diese Arbeit einem der Croupiers überlassen, indem er ihm die gewünschte Stellung mitteilt.

### Avisierte und bestätigte Annonce
Man unterscheidet zwischen avisierter Annonce und bestätigter Annonce.

#### Avisierte Annonce
Die avisierte Annonce kann der Zuruf des Gastes sein, eine Chance oder eine Chancenkombination in einer bestimmten Höhe zu avisieren, das heißt, dem Croupier in einer klar in der Annoncierung zum Ausdruck kommenden, unmissverständlichen Weise zu deklarieren, wie sein Wunsch ausgeführt werden soll. Hierfür muss noch kein Geld geflossen sein – lediglich die Klarheit und die Verständlichkeit ist Voraussetzung, einen noch nicht am Tisch befindlichen Einsatz des Spielers seitens des Chefcroupiers bindend zu bestätigen. Der Zahlungsvorgang folgt unmittelbar nach der Annahme der Annonce unabhängig vom Fall der Kugel im Kessel.

#### Bestätigte Annonce
Die bestätigte Annonce, bei der der spieltechnisch durchführende Croupier (beim französischen Roulette der Dreh- oder der Kopfcroupier, beim amerikanischen Roulette der Kesselcroupier) über alle Jetons verfügen muss, die er für den Spieler platzieren soll, ist in fast allen Kasinos üblich, jedoch unterschiedlich geregelt. Generell muss der Platzierungswunsch des Spielers vom spielleitenden Chefcroupier wiederholt und der Platzierungsvorgang überwacht werden. Dabei ist nicht entscheidend, ob die Kugel im Kessel während des Platzierungsvorgangs bereits fällt, da der Platzierungsauftrag des Spielers seitens der Spielbank durch ihren legitimen Vertreter, nämlich dem für den Tisch zuständigen Chefcroupier als angenommen gilt und unwiderruflich ist (rechtlich ähnelt dieser Vorgang einem Handschlag-Vertrag, der für beide Seiten bindend ist).

## Voraussetzungen
Je nach Hausordnung des Spielbetreibers ist die avisierte Annonce zugelassen oder untersagt. Das Risiko einer fehlerhaften Platzierung liegt beim Spieler, da noch keine Jetons auf dem Tisch liegen, er aber in jedem Fall zahlungsverpflichtet ist. Das Risiko des Geldtransfers liegt bei der Spielbank, die auf die Bonität des Spielers angewiesen ist, ob dieser geldlich zum Zeitpunkt der Annonce über die Auslagehöhe verfügt. Aus diesem Grund erteilen die Spielbankdirektionen nur solventen Personen und langjährigen Hausgästen das Recht der avisierten Annonce.
Ein weiteres für Annoncen sind in Deutschland die Steuerbehörden, die den Spielbanken auferlegen, dass die Spieltischumsätze während des laufenden Spiels von den Spielbankbetreibern aufgefüllt werden müssen. Zahlt ein annoncierender Gast nicht, muss der Spielbetreiber den eventuell fehlenden Geldbetrag einlegen, um die Tischausbringung für die tägliche, steuerliche Abrechnung bei Schließung des Tischs wiederherzustellen. Darüber hinaus haben dubiose Annoncenpraktiken in manchen Casinos zu strafrechtlichen Schritten geführt.

### Regelungen
Aus diesem Grund sind die Regeln für Annoncenannahmen seitens der Croupiers in den meisten Spielbanken sehr streng geregelt. So enthalten die Hausordnungen der Vielzahl deutscher Spielbanken, dass nur die international bekannten und eindeutig titulierten Kombinationssätze (wie Kesselsektoren, Pleinnachbarn, Finale usw.) annonciert werden können; persönliche Annonceumschreibungen sind nur in Ausnahmefällen gestattet.
Bei solchen personenbezogenen Annoncen handelt es sich um immer wiederkehrende Einsätze eines Gastes (beispielsweise: mein Spiel drei Transversalen mit Finale und Großer Serie à Plein), bei denen jeder in der Spielbank die Satzkombination kennt. Spielbanken in den deutschsprachigen Ländern – mit einigen Ausnahmen in Grenzgebieten und in der Schweiz – nehmen kommunikationstechnisch ausschließlich Annoncen in deutscher Sprache entgegen (hierbei sind die dem Roulette eigenen französischen Bezeichnungen der Standardchancen als Fachbegriffe Bestandteil der Umgangssprache in den Spielbanken).
Eine besondere Rolle spielt es für sogenannte Kesselgucker, für welche Verfahrensweise der Annoncenregelung sich eine Spielbank entscheidet. Kesselgucker sind Sektorenspieler, die ihr Spiel nur direkt am Kessel ausüben können. Weil sie aus der Schnelligkeit der rotierenden Zahlenscheibe, dem Wurfrhythmus des Drehcroupiers und dem Anstoßen der Kugel an einem Hindernis im Kessel den Fall vorauszusagen glauben, können sie erst unmittelbar vor der Absage des Spiels ihre Annonce abgeben. Für sie ist die Umsetzung des Annoncenspiels und der Zeitpunkt der Absage des Spiels „Rien ne va plus“ spielentscheidend.